# قشلاق کاظم اوغلان اصغر
قشلاق کاظم اوغلان اصغر یک منطقهٔ مسکونی در ایران است که در دهستان قشلاق غربی واقع شده‌است. قشلاق کاظم اوغلان اصغر ۲۹ نفر جمعیت دارد.